# Чемпіонат світу з трекових велоперегонів 2016 — кейрін (чоловіки)
Змагання з кейріну серед чоловіків на Чемпіонаті світу з трекових велоперегонів 2016 відбулись 6 березня 2016. Йоахім Айлерс з Німеччини виграв золоту медаль.

## Результати

### Перший раунд
Перший раунд відбувся об 11:00.

#### Заїзд 1
| Місце | Ім'я           | Країна         | Відставання | Примітки |
| ----- | -------------- | -------------- | ----------- | -------- |
| 1     | Сем Вебстер    | Нова Зеландія  |             | Q        |
| 2     | Ім Чхе Пін     | Південна Корея | +0.062      | Q        |
| 3     | Адам Птачнік   | Чехія          | +0.063      |          |
| 4     | Микита Шуршин  | Росія          | +0.115      |          |
| 5     | Ерсоні Канелон | Венесуела      | +0.344      |          |
| 6     | Франсуа Перві  | Франція        | +1.745      |          |

#### Заїзд 2
| Місце | Ім'я           | Країна        | Відставання | Примітки |
| ----- | -------------- | ------------- | ----------- | -------- |
| 1     | Юта Вакімото   | Японія        |             | Q        |
| 2     | Едвард Докінс  | Нова Зеландія | +0.311      | Q        |
| 3     | Х'юго Барретт  | Канада        | +0.378      |          |
| 4     | Якоб Шмід      | Австралія     | +0.383      |          |
| 5     | Франческо Чечі | Італія        | +0.565      |          |
| 6     | Сюй Чао        | Китай         | +2.061      |          |

#### Заїзд 3
| Місце | Ім'я             | Країна          | Відставання | Примітки |
| ----- | ---------------- | --------------- | ----------- | -------- |
| 1     | Максиміліан Леві | Німеччина       |             | Q        |
| 2     | Джейсон Кенні    | Велика Британія | +0.109      | Q        |
| 3     | Азізуласні Аванг | Малайзія        | +0.310      |          |
| 4     | Рафал Сарнецький | Польща          | +0.312      |          |
| 5     | Маттейс Бюхлі    | Нідерланди      | DNF         |          |
| 6     | Метью Бараноскі  | США             | DNF         |          |

#### Заїзд 4
| Місце | Ім'я                         | Країна      | Відставання | Примітки |
| ----- | ---------------------------- | ----------- | ----------- | -------- |
| 1     | Йоахім Айлерс                | Німеччина   |             | Q        |
| 2     | Сергій Омельченко            | Азербайджан | +0.252      | Q        |
| 3     | Фабіан Ернандо Пуерта Сапата | Колумбія    | +0.297      |          |
| 4     | Павел Келемен                | Чехія       | +0.524      |          |
| 5     | Метью Ґлетцер                | Австралія   | +0.534      |          |
| 6     | Андрій Винокуров             | Україна     | +0.833      |          |
| 7     | Мікаель Д'Алмейда            | Франція     | +1.220      |          |

### Додатковий раунд
Перезаїзд першого раунду відбувся о 12:00.

#### Заїзд 1
| Місце | Ім'я          | Країна     | Відставання | Примітки |
| ----- | ------------- | ---------- | ----------- | -------- |
| 1     | Павел Келемен | Чехія      |             | Q        |
| 2     | Сюй Чао       | Китай      | +0.068      |          |
| 3     | Маттейс Бюхлі | Нідерланди | DNF         |          |
|       | Адам Птачнік  | Чехія      | DSQ         |          |

#### Заїзд 2
| Місце | Ім'я             | Країна  | Відставання | Примітки |
| ----- | ---------------- | ------- | ----------- | -------- |
| 1     | Франсуа Перві    | Франція |             | Q        |
| 2     | Франческо Чечі   | Італія  | +0.076      |          |
| 3     | Рафал Сарнецький | Польща  | +0.197      |          |
| 4     | Х'юго Барретт    | Канада  | +0.424      |          |

#### Заїзд 3
| Місце | Ім'я             | Країна    | Відставання | Примітки |
| ----- | ---------------- | --------- | ----------- | -------- |
| 1     | Азізуласні Аванг | Малайзія  |             | Q        |
| 2     | Андрій Винокуров | Україна   | +0.073      |          |
| 3     | Якоб Шмід        | Австралія | +0.389      |          |
| 4     | Ерсоні Канелон   | Венесуела | +0.591      |          |

#### Заїзд 4
| Місце | Ім'я                         | Країна    | Відставання | Примітки |
| ----- | ---------------------------- | --------- | ----------- | -------- |
| 1     | Микита Шуршин                | Росія     |             | Q        |
| 2     | Метью Ґлетцер                | Австралія | +0.072      |          |
| 3     | Фабіан Ернандо Пуерта Сапата | Колумбія  | +0.104      |          |
| 4     | Мікаель Д'Алмейда            | Франція   | +0.193      |          |
| 5     | Метью Бараноскі              | США       | +0.924      |          |

### Другий раунд
Другий раунд розпочався о 14:16.

#### Заїзд 1
| Місце | Ім'я          | Країна          | Відставання | Примітки |
| ----- | ------------- | --------------- | ----------- | -------- |
| 1     | Йоахім Айлерс | Німеччина       |             | Q        |
| 2     | Едвард Докінс | Нова Зеландія   | +0.007      | Q        |
| 3     | Джейсон Кенні | Велика Британія | +0.060      | Q        |
| 4     | Микита Шуршин | Росія           | +0.163      |          |
| 5     | Павел Келемен | Чехія           | +0.415      |          |
| 6     | Сем Вебстер   | Нова Зеландія   | +1.180      |          |

#### Заїзд 2
| Місце | Ім'я              | Країна         | Відставання | Примітки |
| ----- | ----------------- | -------------- | ----------- | -------- |
| 1     | Максиміліан Леві  | Німеччина      |             | Q        |
| 2     | Азізуласні Аванг  | Малайзія       | +0.162      | Q        |
| 3     | Юта Вакімото      | Японія         | +0.197      | Q        |
| 4     | Франсуа Перві     | Франція        | +0.306      |          |
| 5     | Сергій Омельченко | Азербайджан    | +0.306      |          |
| 6     | Ім Чхе Пін        | Південна Корея | +0.306      |          |

### Фінали
Фінали розпочались о 15:47.

#### Малий фінал
| Місце | Ім'я              | Країна         | Відставання | Примітки |
| ----- | ----------------- | -------------- | ----------- | -------- |
| 7     | Сергій Омельченко | Азербайджан    |             |          |
| 8     | Микита Шуршин     | Росія          | +0.010      |          |
| 9     | Ім Чхе Пін        | Південна Корея | +0.090      |          |
| 10    | Сем Вебстер       | Нова Зеландія  | +0.136      |          |
| 11    | Павел Келемен     | Чехія          | +0.237      |          |
| 12    | Франсуа Перві     | Франція        | +2.983      |          |

#### Фінал
| Місце | Ім'я             | Країна          | Відставання | Примітки |
| ----- | ---------------- | --------------- | ----------- | -------- |
| 1     | Йоахім Айлерс    | Німеччина       |             |          |
| 2     | Едвард Докінс    | Нова Зеландія   | +0.002      |          |
| 3     | Азізуласні Аванг | Малайзія        | +0.068      |          |
| 4     | Максиміліан Леві | Німеччина       | +0.266      |          |
| 5     | Юта Вакімото     | Японія          | +0.565      |          |
| 6     | Джейсон Кенні    | Велика Британія | +2.750      |          |